# هارولد هيرلي
هارولد هيرلي هو لاعب هوكي الجليد كندي، ولد في 16 نوفمبر 1929 في أونتاريو في كندا، وتوفي في 29 أغسطس 2017 في كيتشنر في كندا.

## وصلات خارجية
- هارولد هيرلي على موقع HockeyDB.com (الإنجليزية)
- هارولد هيرلي على موقع أوليمبيديا (الإنجليزية)